# Коков, Виктор Иванович
Виктор Иванович Коков (18 апреля 1928, улус Трошкин — 12 июля 2019, Трошкин) — российский, хакасский педагог, заслуженный учитель РСФСР, кавалер ордена Трудового Красного Знамени.

## Биография
Родился 18 апреля (по другим данным 18 мая) 1928 года в аале Трошкин Чебаковского (ныне Ширинского) района Хакасской автономной области в небогатой хакасской семье. Отец Иван Константинович погиб в 1944 году на войне, поэтому Виктора Ивановича воспитывала мать Анна Николаевна.
В 1948 году окончил исторический факультет АГПИ. В 1950 году идет работать в Аёшинскую семилетнюю школу учителем истории, в 1959 становится завучем, а в 1969 — директором. Под руководством Виктора Ивановича школа начала принимать детей из других сел, обеспечивать сама себя пропитанием, было создано много новых внеурочных кружков и секций. Особое внимание директор Трошкинской школы уделял сохранению родного языка и хакасской культуры. По всему Ширинскому району он собрал коллекцию предметов древности, которые позже были изъяты в музеи сотрудниками ХакНИИЯЛИ, в том числе Л. Р. Кызласовым. Также Виктор Иванович Коков собирал этнографический материал, знал множество легенд, традиций, преданий и историй, которые были использованы в своих научных трудах учеными В. Я. Бутанаевым и Я. И. Сунчугашевым. Педагог активно участвовал в общественной жизни — не раз был депутатом Ефремкинского сельского совета депутатов, Ширинского районного Совета народных депутатов, заседателем районного суда. В начале 1990-х годах он стоял у истоков создания Республики Хакасия.
Только в 2005 году Коков Виктор Иванович ушел на пенсию, проработав педагогом 55 лет. В 2019 году Виктор Иванович скончался в возрасте 91 года.
Семья
Жена — Тахтаракова Ольга Михайловна (женился в 1952 году). Вырастили четвёртых детей, есть внуки, правнуки и праправнук.

## Награды
- Отличник народного просвещения (1975)
- Заслуженный учитель школы РСФСР (1979)
- Настольная медаль по пропаганде марксизма-ленинизма и политики КПСС (1982)
- Орден Трудового Красного Знамени (1985)
- Медаль «За добросовестный труд в Великой Отечественной войне 1941—1945 гг.» (1994)
- Памятная медаль «300 лет вхождения Хакасии в состав Российского государства» (2007)
- Памятная медаль «300 лет М. В. Ломоносову»
- Юбилейная медаль «50 лет Победы в Великой Отечественной войне 1941—1945 гг.»